# Ricardo da Karol
Ricardo Corrêa de Barros (Rio de Janeiro, 27 de outubro de 1959), mais conhecido como Ricardo da Karol, é um empresário e político brasileiro filiado ao Partido Liberal (PL). Foi vereador da cidade de Duque de Caxias, além de deputado estadual e deputado federal pelo estado do Rio de Janeiro.

## Biografia
Se candidatou à vereador pela primeira vez no ano 2000, pelo PFL. Na ocasião, conseguiu 1.672 votos. Filiado ao PSB, foi eleito vereador de Duque de Caxias em 2008 ao obter 6.036 votos. Também pelo PSB, Ricardo concorreu ao cargo de prefeito de Magé pela primeira vez, sendo derrotado pelo então prefeito Nestor Vidal.
Nas eleições de 2018, concorreu ao cargo de deputado federal pelo antigo PRP, mas acabou ficando como suplente. Já nas eleições de 2020, concorre novamente ao cargo de prefeito de Magé pelo PSC, e acabou perdendo novamente, desta vez para Renato Cozzolino (PP), de quem havia sido candidato a vice-prefeito em 2016. Em 1 de janeiro de 2021, assumiu o mandato de deputado federal após Wladimir Garotinho assumir a prefeitura de Campos dos Goytacazes. Em 2022, filiado ao PDT, concorre a uma vaga na ALERJ, mas obteve a suplência ao conquistar 24.629 votos.